# The Children
«The Children» (Els nens) és el desè episodi de la quarta temporada, el 40è del total, de la sèrie televisiva Game of Thrones de la productora nord-americana HBO. L'episodi fou escrit pels guionistes David Benioff i D. B. Weiss,[1] i dirigit per Alex Graves. Es va estrenar el 15 de juny del 2014.

## Argument

### A Port Reial
Després de la sagnant batalla amb Oberyn Martell, Qyburn (Anton Lesser) atén a ser Gregor «La Muntanya» Clegane (Hafþór Julius Björnsson) que va ser resultar enverinat per la llança d'Oberyn. El mestre Pycelle (Julian Glover) afirma que aviat morirà, però, surt totalment furiós de l'habitació en veure que Cersei (Lena Headey) l'ignora i li ordena a Qyburn fer tot per salvar-lo, fins i tot quan l'avisa que no tornarà a ser el mateix. Més tard Cersei s'enfronta al seu pare (Charles Dance) mostrant el seu desacord amb el seu compromís amb Loras Tyrell, però, Tywin no l'escolta, una Cersei frustrada li confessa a Tywin que els seus fills són producte de la seva relació incestuosa amb Jaime (Nikolaj Coster-Waldau), després d'això, Cersei es reuneix amb Jaume i li confessa el seu amor.
A la nit, mentre Tyrion (Peter Dinklage) espera la seva execució és sorprès per Jaime qui li indica un camí que el portarà a un port on podrà escapar, abans, arriba a l'habitació del seu pare. Sorprès troba a Shae (Sibel Kekilli) al llit de Tywin. Tyrion acaba estrangulant-la producte de la ira que té, després d'això pren una ballesta i comença la recerca de Tywin. Quan el troba li dispara un cop i quan diu puta a Shae, ell torna a disparar-deixant aquest cop mort. Amb l'ajuda de Varys (Conleth Hill), Tyrion escapa de Port Reial en un vaixell. Després d'escoltar les campanades que anunciaven la mort de Tywin, Varys decideix abordar i escapar.

### Més enllà del Mur
Jon Neu (Kit Harington) es reuneix amb Mance Rayder (Ciarán Hinds) i discuteixen termes de pau entre el seu poble i els corbs del Mur, Mance afirma que si la Guàrdia de la Nit permet l'entrada del seu poble al sud del Mur no hi haurà més morts, ja que busquen refugiar-se dels caminants blancs i de l'hivern que s'acosta. Durant aquesta reunió, la cavalleria de Stannis Baratheon (Stephen Dillane) arriba al lloc i massacra tota persona es posi en el seu camí. Mance no té una altra opció més que rendir-se davant Stannis i ser Davos (Liam Cunningham), després d'això Stannis planeja l'execució de Mance, però Jon el convenç de mantenir-lo presoner. Després del funeral dels seus germans caiguts durant la batalla del Castell Negre i un lleuger intercanvi de mirades amb lady Melisandre (Carice van Houten), Jon crema el cos de Ygritte (Rose Leslie) a petició de Tormund (Kristofer Hivju).
Bran (Isaac Hempstead-Wright) i els seus acompanyants arriben al seu destí: el gran arbre vist en les visions de Jojen (Thomas Brodie Sangster). Però són atacats per un grup de morts, Jojen és ferit mortalment durant l'enfrontament, Bran, Hodor (Kristian Nairn) i Meera (Ellie Kendrick) són salvats per una nena del bosc (Octavia Selena Alexandru). La nena els porta a una cova sota l'arbre on es reuneixen amb el corb de tres ulls (Struan Rodger), el qual li diu a Bran que mai caminarà, però volarà.

### A través del mar Estret
Daenerys (Emilia Clarke) rep la petició d'un ciutadà que demana que el tornin amb el seu antic amo, ja que aquesta és la seva millor manera de viure, i comenta que moltes persones demanen el mateix. Daenerys es veu obligada a accedir a la petició, ja que la llibertat implica prendre decisions pròpies, però dona l'ordre que signi un contracte amb el seu antic amo que no sigui superior a un any. Un ciutadà s'acosta i li notifica que un dels seus dracs cremar la seva filla de només tres anys, després d'això, Daenerys pregunta a Cuc Gris si hi ha notícies de Drogon, ja que porta tres dies que no és vist per ningú. Daenerys porta als seus dracs a les catacumbes i es veu en la necessitat de mantenir-los sota cadena.

### A la Vall
Brienne (Gwendoline Christie) i Podrick (Daniel Portman) desperten i veuen que els seus cavalls ja no hi són. Caminant, Brienne troba a una petita nena assajant amb l'espasa sense saber que és Arya (Maisie Williams). «El Gos» arriba al lloc i Podrick l'identifica, per tant Brienne dedueix que ella és Arya, a qui li comenta que ella li va oferir total lleialtat a la seva mare Catelyn Stark i li va prometre que cuidaria i mantindria fora de perill, tant a Arya com a Sansa, «El Gos» comença a creure que és una mentida en veure que té una espasa d'acer valirià, creient que ella rep ordres dels Lannister. Després d'un enfrontament, Brienne llança a «El Gos» per un precipici i comença a buscar a Arya sense tenir èxit. Arya arriba a on jeu «El Gos» amb una cama trencada, ell mateix demana a Arya que el mati, però ella només li roba els seus diners i se'n va deixant-lo moribund. Després de viatjar a Harbor, ella aconsegueix un passatge a un vaixell amb destí a Braavos després de revelar al capità del vaixell la moneda de ferro que li va donar Jaqen H'ghar.

## Repartiment
L'episodi marca l'última aparició de tres personatges principals que des de la primera temporada van estar presents en la sèrie: Charles Dance després de l'assassinat del seu personatge, Tywin Lannister per part de Tyrion. L'actor Rory McCann que va interpretar al temible personatge Sandor «El Gos» Clegane apareix per última vegada en la sèrie en veure el seu personatge morir lentament després d'una ferotge batalla amb Brienne de Tarth. I l'actriu Sibel Kekilli que interpreta la prostituta Shae marca la seva última aparició per la seva mort a mans de Tyrion. L'episodi també representa la sortida de Thomas Brodie Sangster després de l'assassinat del seu personatge, Jojen Reed, a mans d'uns caminants blancs, Thomas havia estat personatge recurrent des de la tercera temporada.

## Producció
"The Watchers on the Wall" marca el retorn del director Neil Marshall, que abans ja havia dirigit l'episodi «Blackwater».

### Guió
Aquest episodi inclou continguts de la novel·la de George R.R. Martin Tempesta d'espases, Jon VII-VIII-IX.

## Audiència i crítica

### Audiència televisiva
L'episodi va generar 7.100.000 de televidents en la seva estrena original per HBO als Estats Unidos. El que representa un increment del 32% en comparació al final de la tercera temporada. En afegir-se la repetició del capítol, es van generar un total de 18.600.000 de televidents. Més a més, el capítol va ser el més vist en aquesta setmana en la televisió per cable.

### Crítica
L'episodi rebé crítiques majoritàriament positives. Totes les 36 crítiques a Rotten Tomatoes van ser positives amb la lectura de consens del lloc, "Coronant la millor temporada de Joc de trons fins a la data," Els nens ", proporciona suficients desenvolupaments argumentals satisfactoris per a un final, mentre que els seus voltes i revoltes que deixen amb ganes de més. ". Matt Folwer d'IGN va comentar:" "fort comiat de temporada amb un munt de girs violents".

## Crítiques per omissió de Lady Stoneheart
Després de l'emissió de l'episodi, tot i les crítiques positives de l'episodi, es van rebre crítiques negatives per part dels fanàtics per l'omissió de Lady Stoneheart. Els fans que ja havien llegit Tempesta d'espases estaven segurs que el personatge apareixeria després que Lena Headey, actriu que interpreta Cersei Lannister, publiqués al seu compte d'Instagram la foto d'un cor de pedra amb la inscripció "My Stone Heart", ja que poc abans, havia filtrat una foto al·lusiva a la mort d'Oberyn Martell.